# St. Venantius (Bonn)

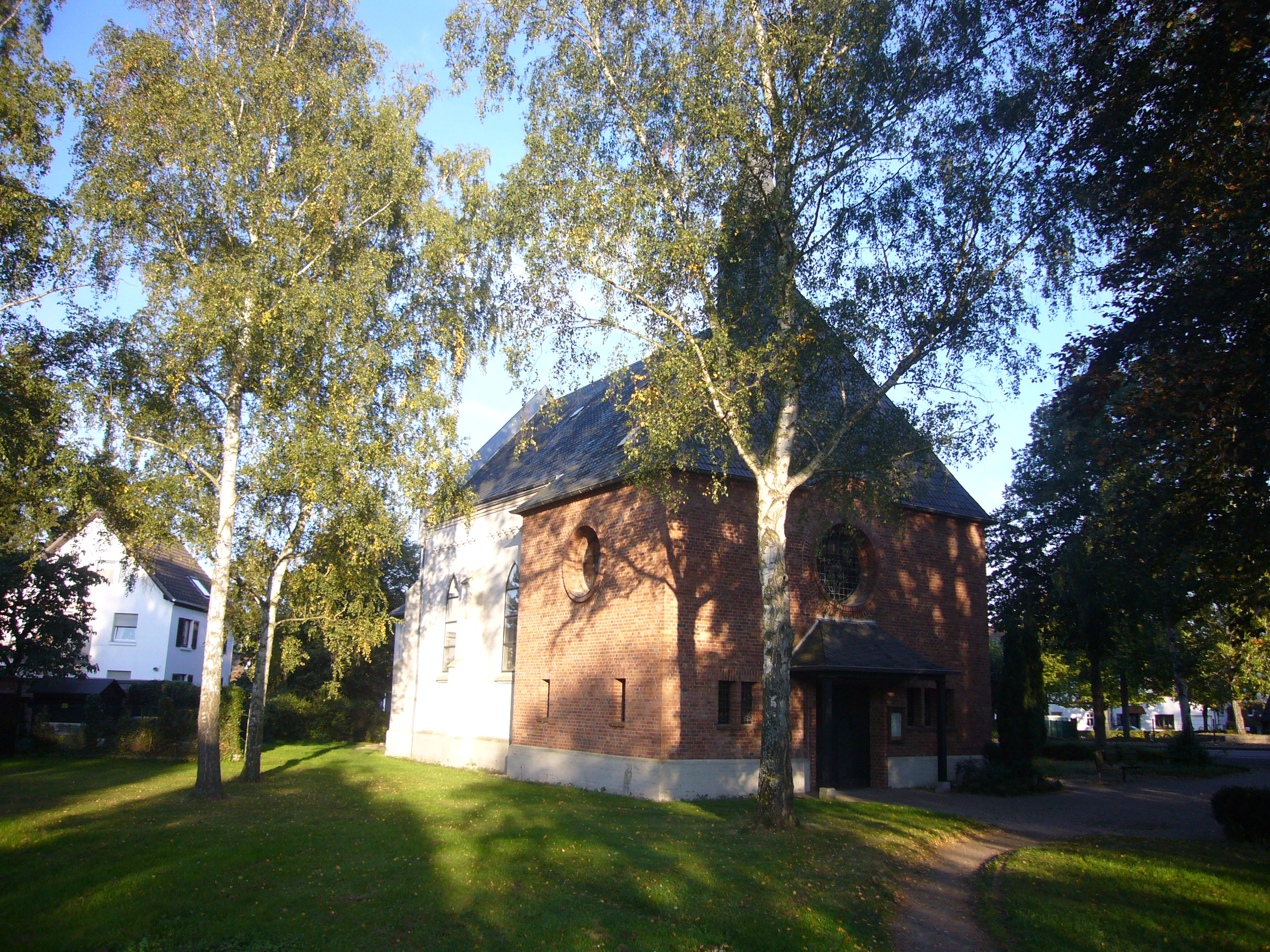
Die Kapelle mit ihrem nach Westen liegenden Eingang. Die zwei älteren, hinteren Teile sind geweißt

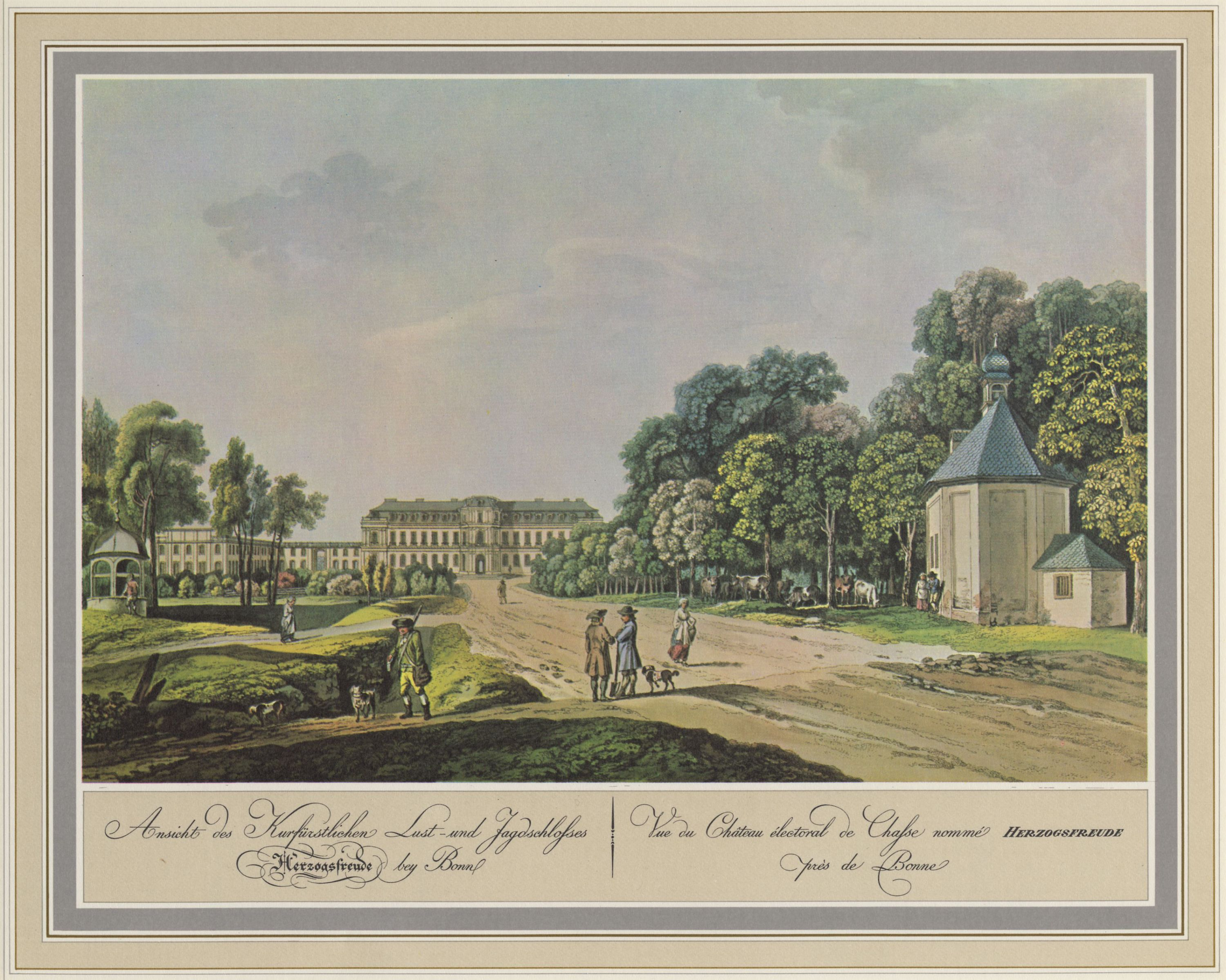
Die erste Baustufe der Kapelle (im Vordergrund rechts) auf einem Stich von Laurenz Janscha aus dem Jahr 1792

Die Sankt-Venantius-Kapelle liegt im Bonner Ortsteil Röttgen an der Reichsstraße 28. Sie wurde 1740 zu Ehren der Schutzpatrone Venantius und Hubertus geweiht und steht unter Denkmalschutz.

## Geschichte
Die Kapelle ließ der kölnische Kurfürst Clemens August um 1740 errichten. Sie war Teil einer Gruppe kleinerer Bauten und Grenzsteine (darunter Wegekreuze und ein Jägerhaus), die zum Jagdrevier des geplanten Schloss Herzogsfreude gehören sollten. Die Kapelle wurde noch vor Beginn der Arbeiten am Schloss (dessen Fertigstellung der Kurfürst nicht mehr erleben sollte) errichtet.
Kurfürst Clemens August weihte die Venantius-Kapelle im Jahr 1740:

„Allen Christgläubigen beiderlei Geschlechts, die nach aufrichtiger Buße, Reue, Beichte und Kommunionempfang diese Kapelle am Jahrestag der Kirchweihe selbst oder an den Festtagen des Hl. Venantius [18. Mai] und des Hl. Hubert [3. November] in frommer Gesinnung besuchen.“

Am Gottesdienst konnten berittene Jäger teilnehmen, da die Kapelle zunächst an einer Seite offen gebaut worden war. Diese ursprüngliche Kapelle bestand aus einem in Ziegelbauweise errichteten Schiff mit einem dreiseitigen Chor, einer kleinen, angebauten Sakristei und einem barocken, zwiebelgekrönten Dachreiter. Die nach Westen liegende Eingangsseite war offen. 1746 bestimmte Clemens August St. Venantius zur Kapelle des Jagdordens von der Gütigkeit.
Im Jahr 1866 kam es zu einem Erweiterungsbau: ein höheres zweijochiges Langhaus wurde angefügt; der Ursprungsbau wurde nun Chorraum, der Dachreiter wurde abgebrochen. 1937/38 kam es zu einer weiteren Verlängerung des Langhauses unter dem Architekten Johannes Stumpf; nach Westen hin wurde ein Vorbau mit Orgelempore aus rotem Ziegelstein angefügt. Zeitgleich wurde wieder ein Dachreiter mit geschweifter Haube aufgesetzt.
Die Kapelle wurde bis 1971 als Pfarrkirche der Gemeinde genutzt; dann übernahm die neuerrichtete Auferstehungskirche (geweiht im August 1971 durch Weihbischof Augustinus Frotz) diese Funktion. Die Kapelle wird noch heute für Taufen, Hochzeiten und Beerdigungsfeiern genutzt.

## Schutzpatrone
Die Parforcejagd war nicht ungefährlich, häufig kam es zu Stürzen vom Pferd. Der heilige Hubertus von Lüttich wird nach der Hubertuslegende (Bekehrung durch einen Hirsch) als Patron der Jagd verehrt. Neben ihm ist die Kapelle auch dem heiligen Venantius von Camerino geweiht, dessen Name von lat. venari – „jagen“ abgeleitet ist. Der aus dem italienischen Camerino stammende, um 250 n. Chr. getötete Märtyrer soll als Patron vor gefährlichen Stürzen schützen. Der Legende nach drückten sich seine Knie in einen Stein, als man ihn folterte.

## Architektur
Außen fällt die unterschiedliche Farbgebung des Kapellenbaues auf; der ältere, nach Osten liegende Teil besteht aus geweißten Ziegeln, die Anbauten sind nicht geweißt. Im Inneren steht ein barocker Hochaltar aus Eichenholz. Dieser blau/weiß (in den Farben der Wittelsbacher) gehaltene Altar der Kapelle enthält Bildnisse der beiden Patrone. Das Altarbild zeigt den heiligen Venantius in Jagdkleidung vor einer Kreuzigungsszene; das Gemälde wird von Bronzebüsten der Jesuitenheiligen Ignatius von Loyola und Franz Xaver aus dem 18. Jahrhundert gerahmt. In dem Altarretabel befindet sich ein Gemälde des heiligen Hubertus mit einem Hirsch, der ein Kreuz im Geweih trägt.
Heiligenbilder an den Wänden des Chorraumes zeigen den heiligen Josef, die Gottesmutter Maria mit Kind, den heiligen Johannes Nepomuk und die heilige Walburga. Der Vorbau verfügt über bunte Glasfenster; hier befinden sich zwei alte Dokumente: Die Stiftungsurkunde von Clemens August sowie eine Arbeit, die das Leben des heiligen Venantius beschreibt.
Die Decke ist ein mit Spitzbögen ausgeführtes Tonnengewölbe. Die Pfeiler tragen grüne, rote und blaue Kapitelle, die mit landestypischen Eichenblättern und Eicheln dekoriert sind. Das Taufbecken befindet sich links vor dem Chorraum. 
Die Kapelle verfügt heute über weiß lackierte Bänken für etwa 100 Gläubige.
Clemens August hatte der Kapelle ein Kruzifix aus Elfenbein gestiftet, das sich heute in der Pfarrkirche befindet.
Nach fünfjährigen Renovierungsarbeiten wurde die Kapelle am 6. Oktober 2024 mit der Weihe des neuen Volksaltars wiedereröffnet.

## Ausstattung
Auf der Empore steht eine Orgel, die 1875 von dem Orgelbauer Sonreck erbaut wurde. Das Instrument wurde von 2021 bis 2024 umfassend restauriert; dabei wurde das Pedal um ein Register Subbass ergänzt. Das Instrument hat eine mechanische Spiel- und Registertraktur und acht Register auf einem Manualwerk (C-f3: Bordun 16', Principal 8', Gamba 8', Fernflöte 8', Gedackt 8', Cornett III, Oktave 4') und Pedal (C-g0: Subbass 16').